# Tommaso Blandino
Tommaso Blandino (Mineo, 1585 – 1628) è stato un architetto e gesuita italiano. Fu il secondo, in ordine cronologico, degli architetti della provincia gesuitica di Sicilia in un momento di grandissima attività edilizia della Compagnia. 

## Biografia

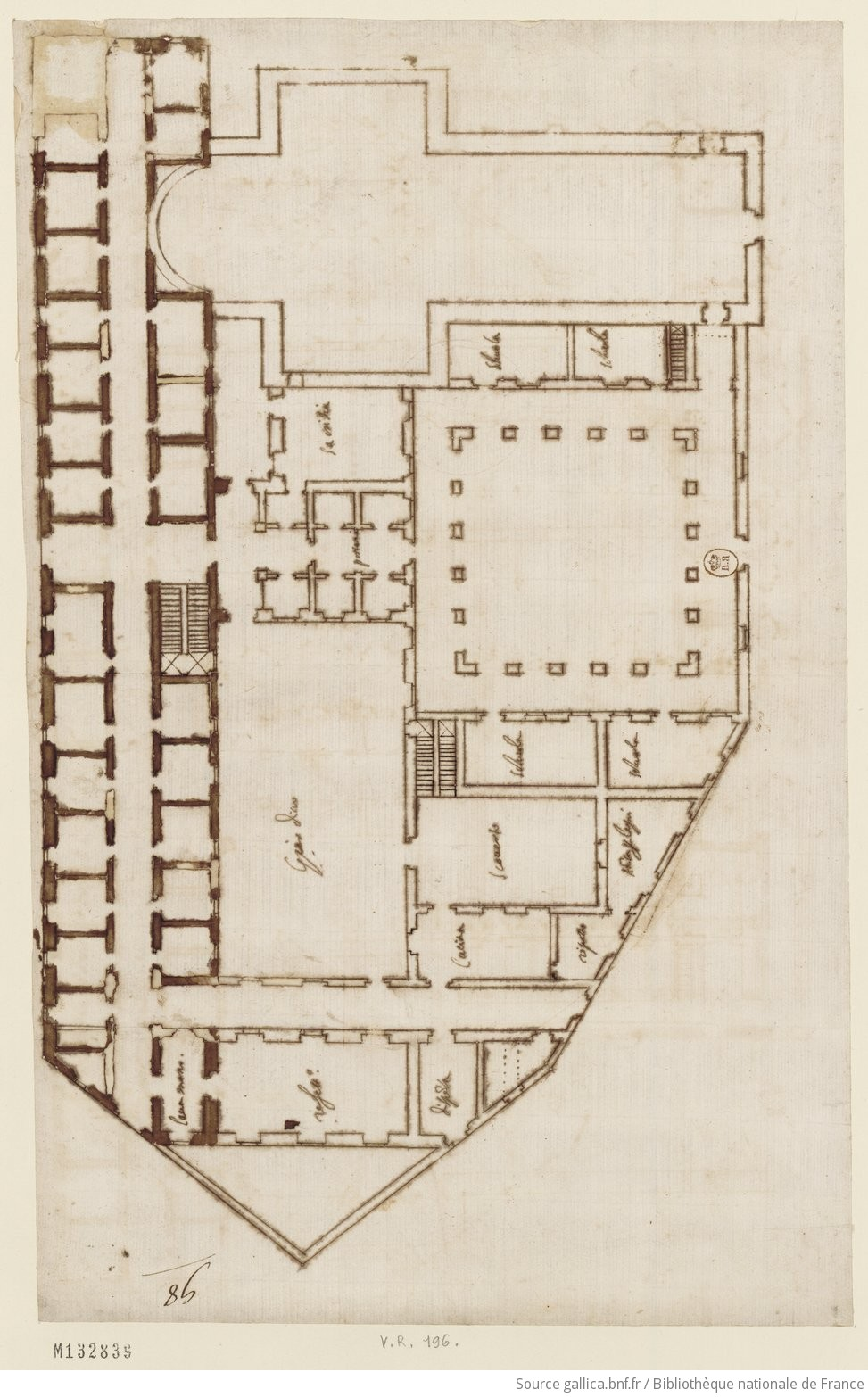
Disegno di padre Tommaso Baldino del collegio di Mineo con un progetto di completamento, inizio XVII secolo

Tutta la sua vita è legata all'ordine gesuitico fin dai primi studi nel collegio che i gesuiti avevano aperto nella sua città natale di Mineo. Nel 1602 entrò nel noviziato gesuitico di Palermo. In seguito insegnò lettere per due anni presso il collegio di Messina. Studiò matematica a Palermo sotto la guida di padre Cristoforo Grienberger, il matematico del collegio Romano che dal 1607 al 1610 si trovava in Sicilia. Intraprese gli studi teologici che nel 1612 è invitato a completare a Roma dal generale padre Claudio Acquaviva. Qui ebbe modo di avvicinarsi all'architettura presso i cantieri gesuitici: la chiesa del Gesù e il collegio Romano.
Nel 1614 fu ordinato sacerdote e invece di essere destinato alle missioni in Cina venne richiamato a Palermo per insegnare matematica. 
L'espulsione nel 1616 di Natale Masuccio dalla compagnia, gli dette l'opportunità di assumere la carica di "architectus provinciae" per tutta la Sicilia. Da quel momento fu presente con progetti e supervisioni su tutti i grandi cantieri dei gesuiti sull'isola, trovandosi a dirigere i cantieri di numerosi collegi e chiese dell'ordine per i quali comunque risulta difficile riconoscere l'effettivo ruolo progettuale. 
Morì prematuramente nel 1628 ritornando da una missione in Liguria per l'acquisto di marmi destinati alla chiesa del Gesù di Palermo.

## Opere
Subentrando a Masuccio, lavorò nelle fabbriche di Casa Professa di Palermo, progettò la chiesa e il collegio di Termini Imerese (poi completato secondo un diverso disegno)  e il collegio e la Chiesa del collegio dei Gesuiti di Trapani.  Gli vengono inoltre attribuiti  anche il progetto per il collegio di Mineo (1621), per la chiesa del collegio di Catania (1624) e per San Rocco a Parma.
Presso la Biblioteca Nazionale di Francia sono conservati inoltre disegni di sua mano del collegio di Tropea e del collegio di La Valletta, per i quali sarebbe da indagare il suo ruolo nella progettazione.